# ブルームフォンテーン
ブルームフォンテーン（アフリカーンス語・英語: Bloemfontein）は、南アフリカ共和国の中部フリーステイト州モテオ郡マンガウング地方自治体に位置する地区である。2000年まではフリーステイト州の州都として独立した都市であった。人口は2011年で約26万人。
南アフリカは、プレトリア（ツワネ - 行政府）、ケープタウン（国会）、ブルームフォンテーン（マンガウング - 最高裁判所）と、首都機能を3都市に分散しており、ブルームフォンテーンは南アフリカの司法首都である。

## 名称
“Bloemfontein”とは、オランダ語およびアフリカーンス語で「花咲く泉」という意味である。なお「バラの都市」（英語: The city of roses、アフリカーンス語: Rosestad）という愛称も持つ。

## 歴史
19世紀半ばに建設され、オランダ系移民（ブール人）によるオレンジ自由国の首都になった。オレンジ自由国に埋蔵されているダイヤモンドなどの地下資源を狙い、1899年よりイギリスが侵略戦争を行った（南アフリカ戦争）。1900年3月13日にイギリス軍によって陥落し、その結果オレンジ自由国は崩壊し、イギリスに併合された。1910年、南アフリカ連邦の成立に伴って、この地に最高裁判所が設置された。1912年、この地でアフリカ民族会議（ANC）が結成された。

## 地勢・産業
ブルームフォンテーンは南アフリカ共和国の中部に位置しており、海岸からは遠く、標高は約1400 mである。ガラス加工、プラスチック加工、金属加工などの製造業が盛んである。なお、約150 km北西にはキンバリー、約120 km東にはレソトのマセルが位置している。

## 交通
- ブルームフォンテーン空港

## スポーツ
- フリーステイト・スタジアム
  - ラグビーワールドカップ1995や2010 FIFAワールドカップの開催会場のひとつ。
  - ラグビーチームのチーターズ、フリーステイト・チーターズ、サッカーチームのブルームフォンテーン・セルティックなどが本拠地として使用。

## 出身の著名人
- J・R・R・トールキン
- ゾーラ・バッド　-　元陸上競技長距離選手
- ヨハン・クロンジェ　-　陸上競技中距離選手

## 気候
ブルームフォンテーン付近は、ステップ気候である。
| ブルームフォンテーンの気候                         | ブルームフォンテーンの気候 | ブルームフォンテーンの気候 | ブルームフォンテーンの気候 | ブルームフォンテーンの気候 | ブルームフォンテーンの気候 | ブルームフォンテーンの気候 | ブルームフォンテーンの気候 | ブルームフォンテーンの気候 | ブルームフォンテーンの気候 | ブルームフォンテーンの気候 | ブルームフォンテーンの気候 | ブルームフォンテーンの気候 | ブルームフォンテーンの気候 |
| 月                                                 | 1月                        | 2月                        | 3月                        | 4月                        | 5月                        | 6月                        | 7月                        | 8月                        | 9月                        | 10月                       | 11月                       | 12月                       | 年                         |
| -------------------------------------------------- | -------------------------- | -------------------------- | -------------------------- | -------------------------- | -------------------------- | -------------------------- | -------------------------- | -------------------------- | -------------------------- | -------------------------- | -------------------------- | -------------------------- | -------------------------- |
| 最高気温記録 °C （°F）                             | 39 (102)                   | 39 (102)                   | 35 (95)                    | 33 (91)                    | 30 (86)                    | 25 (77)                    | 24 (75)                    | 29 (84)                    | 34 (93)                    | 35 (95)                    | 37 (99)                    | 38 (100)                   | 39 (102)                   |
| 平均最高気温 °C （°F）                             | 31 (88)                    | 29 (84)                    | 27 (81)                    | 23 (73)                    | 20 (68)                    | 17 (63)                    | 17 (63)                    | 20 (68)                    | 24 (75)                    | 26 (79)                    | 28 (82)                    | 30 (86)                    | 24 (75)                    |
| 平均最低気温 °C （°F）                             | 15 (59)                    | 15 (59)                    | 12 (54)                    | 8 (46)                     | 3 (37)                     | −2 (28)                    | −2 (28)                    | 1 (34)                     | 5 (41)                     | 9 (48)                     | 12 (54)                    | 14 (57)                    | 8 (46)                     |
| 最低気温記録 °C （°F）                             | 6 (43)                     | 4 (39)                     | 1 (34)                     | −3 (27)                    | −9 (16)                    | −9 (16)                    | −10 (14)                   | −10 (14)                   | −7 (19)                    | −3 (27)                    | 0 (32)                     | 3 (37)                     | −10 (14)                   |
| 降水量 mm （inch）                                 | 83 (3.27)                  | 111 (4.37)                 | 72 (2.83)                  | 56 (2.2)                   | 17 (0.67)                  | 12 (0.47)                  | 8 (0.31)                   | 15 (0.59)                  | 24 (0.94)                  | 43 (1.69)                  | 58 (2.28)                  | 60 (2.36)                  | 559 (22.01)                |
| 平均降水日数                                       | 11                         | 11                         | 11                         | 9                          | 4                          | 3                          | 2                          | 3                          | 4                          | 7                          | 9                          | 10                         | 84                         |
| 平均月間日照時間                                   | 297.6                      | 251.4                      | 257.3                      | 249.0                      | 266.6                      | 249.0                      | 272.8                      | 285.2                      | 279.0                      | 291.4                      | 297.0                      | 319.3                      | 3,315.6                    |
| 出典1：South African Weather Service               |                            |                            |                            |                            |                            |                            |                            |                            |                            |                            |                            |                            |                            |
| 出典2：Hong Kong Observatory (sun only 1961-1990). |                            |                            |                            |                            |                            |                            |                            |                            |                            |                            |                            |                            |                            |